# Izlandi labdarúgó-válogatott
Az izlandi labdarúgó-válogatott Izland nemzeti csapata, amelyet az izlandi labdarúgó-szövetség (izlandi nyelven: Knattspyrnusamband Íslands) irányít. Hazai mérkőzéseiket a Laugardalsvöllur-ban rendezik. A 2016-os Európa-bajnokság volt ez első rangos torna, melyen részt vettek, majd kijutottak a 2018-as világbajnokságra is.

## A válogatott története
Izlandon a labdarúgás sok éven keresztül nem örvendett túlságosan nagy népszerűségnek. Ennek egyik oka, hogy a válogatott nem ért el igazán kiemelkedő eredményeket, kisebb oka az éghajlati viszonyok melynek következtében az ország nagy része lakhatatlan. 
Bár az izlandi bajnokságot már 1912-ben létrehozták, az első válogatott mérkőzést csak 1930. július 29-én rendezték Feröer ellen. A labdarúgó-szövetséget még később, 1947-ben alapították. A világ és az Európa-bajnokság selejtezőinek küzdelmeiben az 1970-es évek óta vesznek részt. Ezt megelőzően csak az 1958-as világbajnokság selejtezőiben indultak, ahol a csoportjukban győzelem nélkül az utolsó helyen végeztek.
A fordulópont a 2000-es évek kezdetén történt, ugyanis ekkortájt lehetett érzékelni, hogy megindult a fejlődés az izlandi labdarúgásban.
A 2004-es labdarúgó-Európa-bajnokság selejtezőiben 4 győzelemmel, 1 döntetlennel és 3 vereséggel zártak. A csoportgyőztes Németország csak 5 ponttal gyűjtött többet, akivel hazai pályán 0–0-s döntetlent játszottak. Skócia ellen az oda-vissza vereség viszont soknak bizonyult, így csak a harmadik helyen végeztek.
2004. augusztus 18-án az izlandi válogatott első alkalommal ért el nagy eredményt rangos ellenféllel szemben, amikor is 2–0–ra legyőzte Olaszországot. A mérkőzést a Laugardalsvöllurban rendezték 20204 néző előtt, ami azóta is nézőcsúcsnak számít.
1996. április 24-én egy Észtország elleni barátságos mérkőzésen sporttörténelmi pillanatot produkáltak. Eiður Guðjohnsen édesapjával Arnórral együtt játszottak a válogatottban.

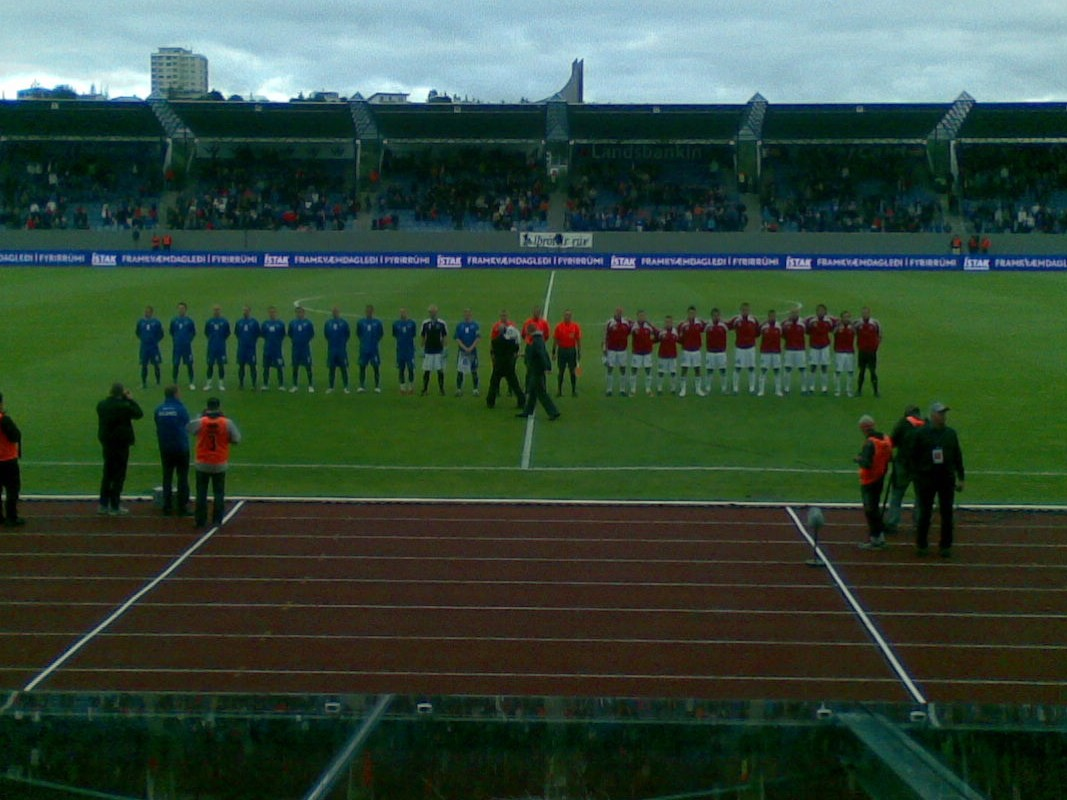
Izland-Szlovákia mérkőzés a reykjavíki Laugardalsvöllur stadionban.

A 2014-es világbajnokság selejtezőiben a második helyet szerezték meg a csoportjukban, amivel történetük legnagyobb sikerét elérve a pótselejtezőben folytathatták. A még nagyobb bravúr azonban elmaradt, miután Horvátország ellen hazai pályán 0–0-s döntetlent játszottak, idegenben pedig 2–0-s vereséget szenvedtek.
A 2016-os labdarúgó-Európa-bajnokság selejtezői során nagyszerűen szerepelt az izlandi válogatott, többek közt a cseheket és a hollandokat is megelőzve csoportelsőként jutottak ki az EB-re, történetük során először.

### 2016-os Európa-bajnokság
Az Európa-bajnokságon az F csoportba kerültek; Ausztria, Magyarország és Portugália mellé. Az első két mérkőzésükön Portugália és Magyarország ellen 1–1-s döntetlent játszottak. Ausztriát viszont sikerült 2–1-re legyőzniük. A nyolcaddöntőben nem kis meglepésre 2–1-gyel kiejtették Angliát. A negyeddöntőben a házigazda Franciaországgal találkoztak és 5–2-s vereséget szenvedtek.

### 2018-as világbajnokság
2017. október 9-én Koszovó 2–0-s legyőzésével történetük során először jutottak ki a világbajnokságra, ezzel Izland lett a legkisebb népességű ország, aki valaha is részvételi jogot szerzett a tornára.
A sorsolást követően a D csoportba kerültek Argentína, Horvátország és Nigéria mellé.
Eredményeik a csoportkörben: Argentína - Izland 1-1, Nigéria - Izland 2-0, Izland - Horvátország 1-2. A válogatott szoros meccseket játszott ugyan, de a három mérkőzésen gyűjtött 1 ponttal a csoport 4. helyén zártak, így nem jutottak tovább.

## Nemzetközi eredmények

### Világbajnokság
| Világbajnokság | Világbajnokság    | Világbajnokság    | Világbajnokság    | Világbajnokság    | Világbajnokság    | Világbajnokság    | Világbajnokság    | Világbajnokság    | Világbajnokság    | Selejtezők        | Selejtezők        | Selejtezők        | Selejtezők        | Selejtezők        | Selejtezők        | Selejtezők        |
| Év             | Eredmény          | H.                | M                 | Gy                | D                 | V                 | G+                | G–                | Keret             | H.                | M                 | Gy                | D                 | V                 | G+                | G–                |
| -------------- | ----------------- | ----------------- | ----------------- | ----------------- | ----------------- | ----------------- | ----------------- | ----------------- | ----------------- | ----------------- | ----------------- | ----------------- | ----------------- | ----------------- | ----------------- | ----------------- |
| 1930           | nem volt FIFA-tag | nem volt FIFA-tag | nem volt FIFA-tag | nem volt FIFA-tag | nem volt FIFA-tag | nem volt FIFA-tag | nem volt FIFA-tag | nem volt FIFA-tag | nem volt FIFA-tag | nem volt FIFA-tag | nem volt FIFA-tag | nem volt FIFA-tag | nem volt FIFA-tag | nem volt FIFA-tag | nem volt FIFA-tag | nem volt FIFA-tag |
| 1934           | nem volt FIFA-tag | nem volt FIFA-tag | nem volt FIFA-tag | nem volt FIFA-tag | nem volt FIFA-tag | nem volt FIFA-tag | nem volt FIFA-tag | nem volt FIFA-tag | nem volt FIFA-tag | nem volt FIFA-tag | nem volt FIFA-tag | nem volt FIFA-tag | nem volt FIFA-tag | nem volt FIFA-tag | nem volt FIFA-tag | nem volt FIFA-tag |
| 1938           | nem volt FIFA-tag | nem volt FIFA-tag | nem volt FIFA-tag | nem volt FIFA-tag | nem volt FIFA-tag | nem volt FIFA-tag | nem volt FIFA-tag | nem volt FIFA-tag | nem volt FIFA-tag | nem volt FIFA-tag | nem volt FIFA-tag | nem volt FIFA-tag | nem volt FIFA-tag | nem volt FIFA-tag | nem volt FIFA-tag | nem volt FIFA-tag |
| 1950           | nem volt FIFA-tag | nem volt FIFA-tag | nem volt FIFA-tag | nem volt FIFA-tag | nem volt FIFA-tag | nem volt FIFA-tag | nem volt FIFA-tag | nem volt FIFA-tag | nem volt FIFA-tag | nem volt FIFA-tag | nem volt FIFA-tag | nem volt FIFA-tag | nem volt FIFA-tag | nem volt FIFA-tag | nem volt FIFA-tag | nem volt FIFA-tag |
| 1954           | nem indult        | nem indult        | nem indult        | nem indult        | nem indult        | nem indult        | nem indult        | nem indult        | nem indult        | nem indult        | nem indult        | nem indult        | nem indult        | nem indult        | nem indult        | nem indult        |
| 1958           | nem jutott ki     | nem jutott ki     | nem jutott ki     | nem jutott ki     | nem jutott ki     | nem jutott ki     | nem jutott ki     | nem jutott ki     | nem jutott ki     | 3.                | 4                 | 0                 | 0                 | 4                 | 6                 | 26                |
| 1962           | nem indult        | nem indult        | nem indult        | nem indult        | nem indult        | nem indult        | nem indult        | nem indult        | nem indult        | nem indult        | nem indult        | nem indult        | nem indult        | nem indult        | nem indult        | nem indult        |
| 1966           | nem indult        | nem indult        | nem indult        | nem indult        | nem indult        | nem indult        | nem indult        | nem indult        | nem indult        | nem indult        | nem indult        | nem indult        | nem indult        | nem indult        | nem indult        | nem indult        |
| 1970           | nem indult        | nem indult        | nem indult        | nem indult        | nem indult        | nem indult        | nem indult        | nem indult        | nem indult        | nem indult        | nem indult        | nem indult        | nem indult        | nem indult        | nem indult        | nem indult        |
| 1974           | nem jutott ki     | nem jutott ki     | nem jutott ki     | nem jutott ki     | nem jutott ki     | nem jutott ki     | nem jutott ki     | nem jutott ki     | nem jutott ki     | 4.                | 6                 | 0                 | 0                 | 6                 | 2                 | 29                |
| 1978           | nem jutott ki     | nem jutott ki     | nem jutott ki     | nem jutott ki     | nem jutott ki     | nem jutott ki     | nem jutott ki     | nem jutott ki     | nem jutott ki     | 4.                | 6                 | 1                 | 0                 | 5                 | 2                 | 12                |
| 1982           | nem jutott ki     | nem jutott ki     | nem jutott ki     | nem jutott ki     | nem jutott ki     | nem jutott ki     | nem jutott ki     | nem jutott ki     | nem jutott ki     | 4.                | 8                 | 2                 | 2                 | 4                 | 10                | 21                |
| 1986           | nem jutott ki     | nem jutott ki     | nem jutott ki     | nem jutott ki     | nem jutott ki     | nem jutott ki     | nem jutott ki     | nem jutott ki     | nem jutott ki     | 4.                | 6                 | 1                 | 0                 | 5                 | 4                 | 10                |
| 1990           | nem jutott ki     | nem jutott ki     | nem jutott ki     | nem jutott ki     | nem jutott ki     | nem jutott ki     | nem jutott ki     | nem jutott ki     | nem jutott ki     | 5.                | 8                 | 1                 | 4                 | 3                 | 6                 | 11                |
| 1994           | nem jutott ki     | nem jutott ki     | nem jutott ki     | nem jutott ki     | nem jutott ki     | nem jutott ki     | nem jutott ki     | nem jutott ki     | nem jutott ki     | 3.                | 8                 | 3                 | 2                 | 3                 | 7                 | 6                 |
| 1998           | nem jutott ki     | nem jutott ki     | nem jutott ki     | nem jutott ki     | nem jutott ki     | nem jutott ki     | nem jutott ki     | nem jutott ki     | nem jutott ki     | 5.                | 10                | 2                 | 3                 | 5                 | 11                | 16                |
| 2002           | nem jutott ki     | nem jutott ki     | nem jutott ki     | nem jutott ki     | nem jutott ki     | nem jutott ki     | nem jutott ki     | nem jutott ki     | nem jutott ki     | 4.                | 10                | 4                 | 1                 | 5                 | 14                | 20                |
| 2006           | nem jutott ki     | nem jutott ki     | nem jutott ki     | nem jutott ki     | nem jutott ki     | nem jutott ki     | nem jutott ki     | nem jutott ki     | nem jutott ki     | 5.                | 10                | 1                 | 1                 | 8                 | 14                | 27                |
| 2010           | nem jutott ki     | nem jutott ki     | nem jutott ki     | nem jutott ki     | nem jutott ki     | nem jutott ki     | nem jutott ki     | nem jutott ki     | nem jutott ki     | 5.                | 8                 | 1                 | 2                 | 5                 | 7                 | 13                |
| 2014           | nem jutott ki     | nem jutott ki     | nem jutott ki     | nem jutott ki     | nem jutott ki     | nem jutott ki     | nem jutott ki     | nem jutott ki     | nem jutott ki     | 2.                | 12                | 5                 | 3                 | 4                 | 17                | 17                |
| 2018           | Csoportkör        | 28.               | 3                 | 0                 | 1                 | 2                 | 2                 | 5                 | Keret             | 1.                | 10                | 7                 | 1                 | 2                 | 16                | 7                 |
| 2022           | nem jutott ki     | nem jutott ki     | nem jutott ki     | nem jutott ki     | nem jutott ki     | nem jutott ki     | nem jutott ki     | nem jutott ki     | nem jutott ki     | 5.                | 10                | 2                 | 3                 | 5                 | 12                | 18                |
| 2026           | később            | később            | később            | később            | később            | később            | később            | később            | később            | később            | később            | később            | később            | később            | később            | később            |
| Összesen       |                   | 1/22              | 3                 | 0                 | 1                 | 2                 | 2                 | 5                 | –                 | Összesen          | 116               | 30                | 22                | 64                | 128               | 233               |

### Európa-bajnokság
| Európa-bajnokság | Európa-bajnokság | Európa-bajnokság | Európa-bajnokság | Európa-bajnokság | Európa-bajnokság | Európa-bajnokság | Európa-bajnokság | Európa-bajnokság | Európa-bajnokság | Selejtezők        | Selejtezők | Selejtezők | Selejtezők | Selejtezők | Selejtezők | Selejtezők |
| Év               | Eredmény         | H.               | M                | Gy               | D                | V                | G+               | G–               | Keret            | H.                | M          | Gy         | D          | V          | G+         | G–         |
| ---------------- | ---------------- | ---------------- | ---------------- | ---------------- | ---------------- | ---------------- | ---------------- | ---------------- | ---------------- | ----------------- | ---------- | ---------- | ---------- | ---------- | ---------- | ---------- |
| 1960             | nem indult       | nem indult       | nem indult       | nem indult       | nem indult       | nem indult       | nem indult       | nem indult       | nem indult       | nem indult        | nem indult | nem indult | nem indult | nem indult | nem indult | nem indult |
| 1964             | nem jutott ki    | nem jutott ki    | nem jutott ki    | nem jutott ki    | nem jutott ki    | nem jutott ki    | nem jutott ki    | nem jutott ki    | nem jutott ki    | Első forduló      | 2          | 0          | 1          | 1          | 3          | 5          |
| 1968             | nem indult       | nem indult       | nem indult       | nem indult       | nem indult       | nem indult       | nem indult       | nem indult       | nem indult       | nem indult        | nem indult | nem indult | nem indult | nem indult | nem indult | nem indult |
| 1972             | nem indult       | nem indult       | nem indult       | nem indult       | nem indult       | nem indult       | nem indult       | nem indult       | nem indult       | nem indult        | nem indult | nem indult | nem indult | nem indult | nem indult | nem indult |
| 1976             | nem jutott ki    | nem jutott ki    | nem jutott ki    | nem jutott ki    | nem jutott ki    | nem jutott ki    | nem jutott ki    | nem jutott ki    | nem jutott ki    | 4.                | 6          | 1          | 2          | 3          | 3          | 8          |
| 1980             | nem jutott ki    | nem jutott ki    | nem jutott ki    | nem jutott ki    | nem jutott ki    | nem jutott ki    | nem jutott ki    | nem jutott ki    | nem jutott ki    | 5.                | 8          | 0          | 0          | 8          | 2          | 21         |
| 1984             | nem jutott ki    | nem jutott ki    | nem jutott ki    | nem jutott ki    | nem jutott ki    | nem jutott ki    | nem jutott ki    | nem jutott ki    | nem jutott ki    | 4.                | 8          | 1          | 1          | 6          | 3          | 13         |
| 1988             | nem jutott ki    | nem jutott ki    | nem jutott ki    | nem jutott ki    | nem jutott ki    | nem jutott ki    | nem jutott ki    | nem jutott ki    | nem jutott ki    | 4.                | 8          | 2          | 2          | 4          | 4          | 14         |
| 1992             | nem jutott ki    | nem jutott ki    | nem jutott ki    | nem jutott ki    | nem jutott ki    | nem jutott ki    | nem jutott ki    | nem jutott ki    | nem jutott ki    | 4.                | 8          | 2          | 0          | 6          | 7          | 10         |
| 1996             | nem jutott ki    | nem jutott ki    | nem jutott ki    | nem jutott ki    | nem jutott ki    | nem jutott ki    | nem jutott ki    | nem jutott ki    | nem jutott ki    | 5.                | 8          | 1          | 2          | 5          | 3          | 12         |
| 2000             | nem jutott ki    | nem jutott ki    | nem jutott ki    | nem jutott ki    | nem jutott ki    | nem jutott ki    | nem jutott ki    | nem jutott ki    | nem jutott ki    | 4.                | 10         | 4          | 3          | 3          | 12         | 7          |
| 2004             | nem jutott ki    | nem jutott ki    | nem jutott ki    | nem jutott ki    | nem jutott ki    | nem jutott ki    | nem jutott ki    | nem jutott ki    | nem jutott ki    | 3.                | 8          | 4          | 1          | 3          | 11         | 9          |
| 2008             | nem jutott ki    | nem jutott ki    | nem jutott ki    | nem jutott ki    | nem jutott ki    | nem jutott ki    | nem jutott ki    | nem jutott ki    | nem jutott ki    | 6.                | 12         | 2          | 2          | 8          | 10         | 27         |
| 2012             | nem jutott ki    | nem jutott ki    | nem jutott ki    | nem jutott ki    | nem jutott ki    | nem jutott ki    | nem jutott ki    | nem jutott ki    | nem jutott ki    | 4.                | 8          | 1          | 1          | 6          | 6          | 14         |
| 2016             | Negyeddöntő      | 8.               | 5                | 2                | 2                | 1                | 8                | 9                | Keret            | 2.                | 10         | 6          | 2          | 2          | 17         | 6          |
| 2020             | nem jutott ki    | nem jutott ki    | nem jutott ki    | nem jutott ki    | nem jutott ki    | nem jutott ki    | nem jutott ki    | nem jutott ki    | nem jutott ki    | 3. (pótselejtező) | 12         | 7          | 1          | 4          | 17         | 14         |
| 2024             | nem jutott ki    | nem jutott ki    | nem jutott ki    | nem jutott ki    | nem jutott ki    | nem jutott ki    | nem jutott ki    | nem jutott ki    | nem jutott ki    | 4. (pótselejtező) | 12         | 4          | 1          | 7          | 22         | 19         |
| Összesen         |                  | 1/17             | 5                | 2                | 2                | 1                | 8                | 9                | –                | Összesen          | 120        | 35         | 19         | 66         | 120        | 179        |

### UEFA Nemzetek Ligája
| Csoportkör | Csoportkör | Csoportkör | Csoportkör | Csoportkör | Csoportkör | Csoportkör | Csoportkör | Csoportkör | Csoportkör | Csoportkör         | Csoportkör | Egyenes kieséses szakasz | Egyenes kieséses szakasz | Egyenes kieséses szakasz | Egyenes kieséses szakasz | Egyenes kieséses szakasz | Egyenes kieséses szakasz | Egyenes kieséses szakasz | Egyenes kieséses szakasz | Egyenes kieséses szakasz |
| Szezon     | Liga       | Csoport    | H          | M          | Gy         | D          | V          | G+         | G–         | Feljutás/kiesés    | Helyezés   | Év                       | Eredmény                 | M                        | Gy                       | D                        | V                        | G+                       | G–                       | Keret                    |
| ---------- | ---------- | ---------- | ---------- | ---------- | ---------- | ---------- | ---------- | ---------- | ---------- | ------------------ | ---------- | ------------------------ | ------------------------ | ------------------------ | ------------------------ | ------------------------ | ------------------------ | ------------------------ | ------------------------ | ------------------------ |
| 2018–19    | A          | 2.         | 3.         | 4          | 0          | 0          | 4          | 1          | 13         | (formátumváltozás) | 12.        | 2019                     | nem jutott be            | nem jutott be            | nem jutott be            | nem jutott be            | nem jutott be            | nem jutott be            | nem jutott be            | nem jutott be            |
| 2020–21    | A          | 2.         | 4.         | 6          | 0          | 0          | 6          | 3          | 17         | Csökkenés          | 16.        | 2021                     | nem jutott be            | nem jutott be            | nem jutott be            | nem jutott be            | nem jutott be            | nem jutott be            | nem jutott be            | nem jutott be            |
| 2022–23    | B          | 2.         | 2.         | 4          | 0          | 4          | 0          | 6          | 6          | Állandó            | 23.        | 2023                     | nem jutott be            | nem jutott be            | nem jutott be            | nem jutott be            | nem jutott be            | nem jutott be            | nem jutott be            | nem jutott be            |
| 2024–25    | B          |            |            |            |            |            |            |            |            |                    |            | 2025                     | nem jutott be            | nem jutott be            | nem jutott be            | nem jutott be            | nem jutott be            | nem jutott be            | nem jutott be            | nem jutott be            |
| Összesen   | Összesen   | Összesen   | Összesen   | 14         | 0          | 4          | 10         | 10         | 36         |                    |            |                          | 0/4                      | –                        | –                        | –                        | –                        | –                        | –                        |                          |

## Játékosok

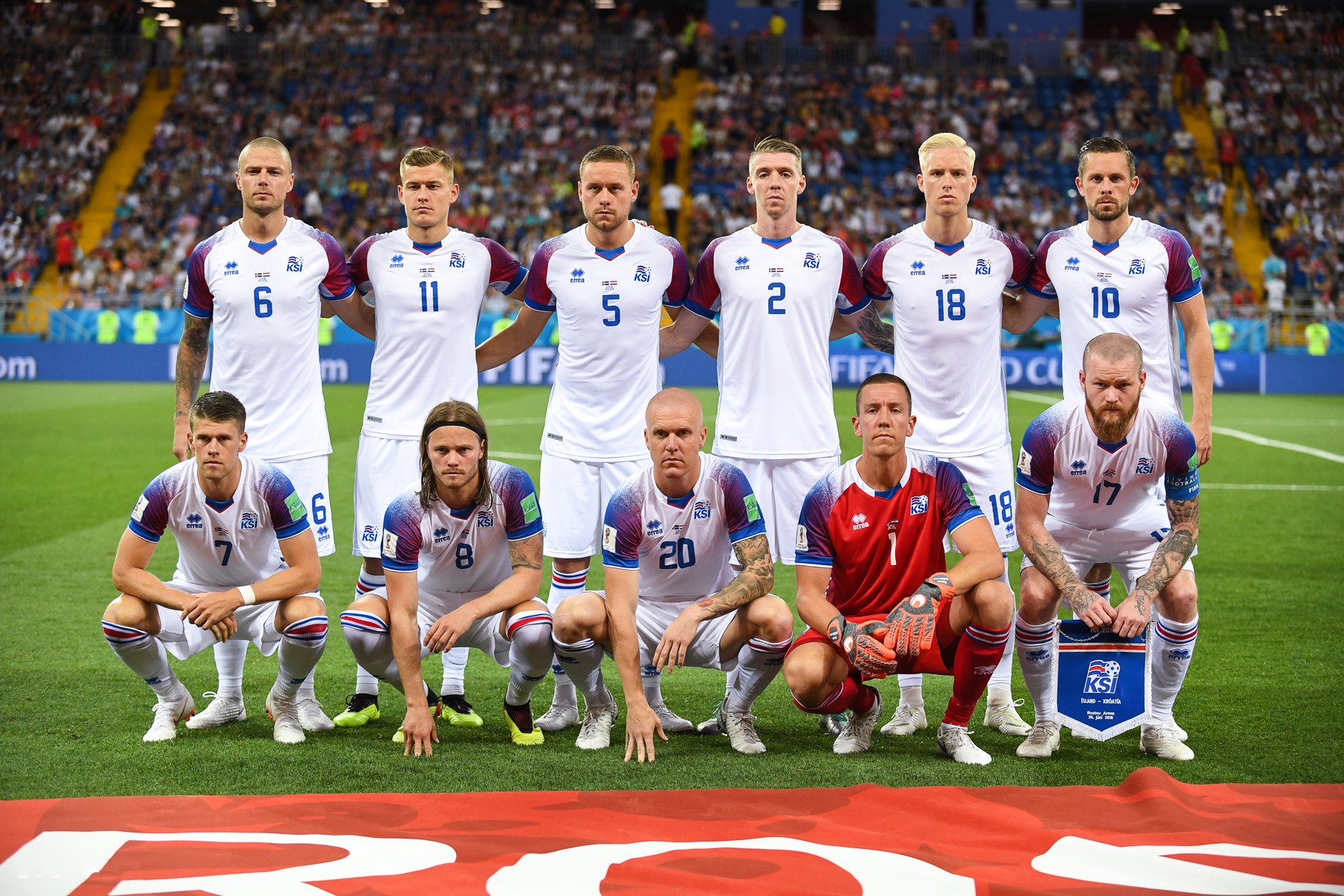
A 2018-as kezdő csapat képe

### Játékoskeret
A 2018-as labdarúgó-világbajnokságra nevezett 23 fős keret. 
| Szám | Poszt | Név                        | Születési dátum / Kor         | Válogatottság | Gólok | Klub                 |
| ---- | ----- | -------------------------- | ----------------------------- | ------------- | ----- | -------------------- |
|      | K     | Hannes Þór Halldórsson     | 1984. április 27. (40 éves)   | 48            | 0     | Randers              |
|      | K     | Rúnar Alex Rúnarsson       | 1995. február 18. (30 éves)   | 3             | 0     | Nordsjælland         |
|      | K     | Frederik Schram            | 1995. január 19. (30 éves)    | 3             | 0     | Roskilde             |
|      | V     | Birkir Már Sævarsson       | 1984. november 11. (40 éves)  | 78            | 1     | Valur                |
|      | V     | Ragnar Sigurðsson          | 1986. június 19. (38 éves)    | 75            | 3     | Rosztov              |
|      | V     | Kári Árnason               | 1982. október 13. (42 éves)   | 65            | 4     | Aberdeen             |
|      | V     | Ari Freyr Skúlason         | 1987. május 14. (37 éves)     | 54            | 0     | Lokeren              |
|      | V     | Sverrir Ingi Ingason       | 1993. augusztus 5. (31 éves)  | 18            | 3     | Rosztov              |
|      | V     | Hörður Björgvin Magnússon  | 1993. február 11. (32 éves)   | 15            | 2     | Bristol City         |
|      | V     | Hólmar Örn Eyjólfsson      | 1990. augusztus 6. (34 éves)  | 9             | 1     | Levszki Szofija      |
|      | V     | Samúel Friðjónsson         | 1996. február 22. (29 éves)   | 3             | 0     | Vålerenga            |
|      | KP    | Aron Gunnarsson            | 1989. április 22. (35 éves)   | 77            | 2     | Cardiff City         |
|      | KP    | Birkir Bjarnason           | 1988. május 27. (36 éves)     | 65            | 9     | Aston Villa          |
|      | KP    | Jóhann Berg Guðmundsson    | 1990. október 27. (34 éves)   | 65            | 7     | Burnley              |
|      | KP    | Emil Hallfreðsson          | 1984. június 29. (40 éves)    | 62            | 1     | Udinese              |
|      | KP    | Gylfi Sigurðsson           | 1989. szeptember 8. (35 éves) | 55            | 18    | Everton              |
|      | KP    | Rúrik Gíslason             | 1988. február 25. (37 éves)   | 45            | 3     | Sandhausen           |
|      | KP    | Ólafur Ingi Skúlason       | 1983. április 1. (41 éves)    | 35            | 1     | Kardemir Karabükspor |
|      | KP    | Arnór Ingvi Traustason     | 1993. április 30. (31 éves)   | 18            | 5     | Malmö                |
|      | CS    | Alfreð Finnbogason         | 1989. február 1. (36 éves)    | 45            | 11    | Augsburg             |
|      | CS    | Jón Daði Böðvarsson        | 1992. május 25. (32 éves)     | 36            | 2     | Reading              |
|      | CS    | Björn Bergmann Sigurðarson | 1991. február 26. (34 éves)   | 10            | 1     | Rosztov              |
|      | CS    | Albert Guðmundsson         | 1997. június 15. (27 éves)    | 4             | 3     | PSV                  |

## Válogatottsági rekordok
Az adatok 2016. június 24. állapotoknak felelnek meg.
- A még aktív játékosok (félkövérrel) vannak megjelölve.

### Legtöbbször pályára lépett játékosok
| #  | Játékos                  | Időszak   | Mérk. | Gólok |
| -- | ------------------------ | --------- | ----- | ----- |
| 1  | Rúnar Kristinsson        | 1987–2004 | 104   | 3     |
| 2  | Hermann Hreiðarsson      | 1996–2011 | 89    | 5     |
| 3  | Eiður Smári Guðjohnsen   | 1996–2016 | 88    | 26    |
| 4  | Guðni Bergsson           | 1984–2003 | 80    | 1     |
| 5  | Brynjar Björn Gunnarsson | 1997–2009 | 74    | 4     |
| 5  | Birkir Kristinsson       | 1988–2004 | 74    | 0     |
| 5  | Birkir Már Sævarsson     | 2007–     | 74    | 1     |
| 8  | Arnór Guðjohnsen         | 1979–1997 | 73    | 14    |
| 8  | Aron Einar Gunnarsson    | 2008–     | 73    | 2     |
| 10 | Ólafur Þórðarson         | 1984–1996 | 72    | 5     |

### Legtöbb gólt szerző játékosok

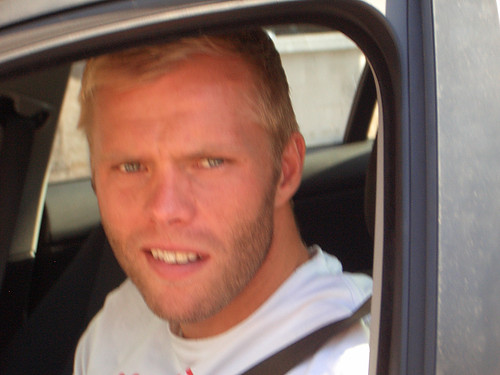
Eiður Guðjohnsen 26 góllal az izlandi válogatott legeredményesebb játékosa.

| #  | Játékos               | Időszak   | Gólok | Mérk. |
| -- | --------------------- | --------- | ----- | ----- |
| 1  | Eiður Guðjohnsen      | 1996–2016 | 26    | 88    |
| 2  | Kolbeinn Sigþórsson   | 2010–     | 22    | 44    |
| 3  | Ríkharður Jónsson     | 1947–1965 | 17    | 33    |
| 3  | Gylfi Sigurðsson      | 2010–     | 17    | 52    |
| 5  | Ríkharður Daðason     | 1991–2004 | 14    | 44    |
| 5  | Arnór Guðjohnsen      | 1979–1997 | 14    | 73    |
| 7  | Þórður Guðjónsson     | 1993–2004 | 13    | 58    |
| 8  | Tryggvi Guðmundsson   | 1997–2008 | 12    | 42    |
| 8  | Heiðar Helguson       | 1999–2011 | 12    | 55    |
| 10 | Pétur Pétursson       | 1978–1990 | 11    | 41    |
| 10 | Matthías Hallgrímsson | 1968–1977 | 11    | 45    |
| 10 | Alfreð Finnbogason    | 2010–     | 11    | 43    |

### Ismert játékosok
- Albert Guðmundsson
- Arnór Guðjohnsen
- Ásgeir Sigurvinsson
- Eiður Guðjohnsen
- Guðni Bergsson
- Hermann Hreiðarsson
- Ríkharður Jónsson
- Rúnar Kristinsson
- Gylfi Sigurðsson

## Lásd még
- Izlandi U21-es labdarúgó-válogatott
- Izlandi női labdarúgó-válogatott